# Förenade granitindustrier
Förenade granitindustrier AB, bildades 1917 under namnet AB Nielsens stenhuggerier, vilket 1921 ändrades till Förenade granitindustrier.
Företaget köpte upp fyra andra stenhuggeriföretag för att skapa en dominerande ställning inom stenhuggeribranschen. Stenhuggerier drevs på ett flertal platser på svenska västkusten, i Kalmar län och på andra håll. År 1929 hade företaget 900 anställda. år 1946 köptes företaget upp av A.K. Fernströms Granitindustrier.